# Lista de obras de Vieira Portuense

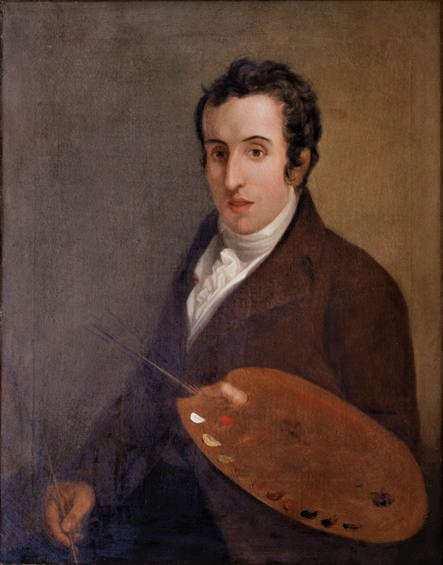
Retrato de Vieira Portuense de José Teixeira Barreto

Esta é uma lista de obras de Vieira Portuense, lista não exaustiva da alargada criação de pinturas, desenhos e outras obras de Vieira Portuense, mas tão só das que como tal estão registadas na Wikidata.
A lista está ordenada pela data de criação de cada obra. Existem obras para as quais não foi ainda registada a data precisa de criação aparecendo apenas como tendo sido nos séculos XVIII e XIX e surgindo no final de cada centúria.
Como nas outras listas geradas a partir da Wikidata, os dados cuja designação se encontra em itálico significa que apenas têm ficha na Wikidata, não tendo ainda artigo próprio criado na Wikipédia.
Francisco Vieira, apelidado de Vieira Portuense para se distinguir do pintor contemporâneo lisboeta Vieira Lusitano, foi o mais viajado dos artistas portugueses da sua época, estudando na Europa, onde se familiarizou com as obras dos grandes mestres e artistas e dos mecenas mais importantes. Francisco Vieira, instruido e poliglota, regressou ao país para compartilhar com o seu rival Domingos Sequeira o estatuto de pintor do príncipe regente D. João VI.
Artista das tradições barroca e rococó, Vieira Portuense evoluiu para composições neoclássicas e neo-românticas, tendo criado pinturas memoráveis de vários géneros: temas religiosos ("S. João mostrando o Messias", "Morte de Santa Margarida de Cortona", "Rainha D. Isabel dando esmolas", etc.), retratos (Bispo Adeodato Turchi, Francesco Martin y Lopez, Carolina Maria Teresa de Bourbon, Maximiliana da Saxônia, Duquesa Maria Amália de Parma, Padre Guilherme Archer), paisagens, alegorias, cenas mitológicas ("Latona e os camponeses da Lícia", propriedade da Câmara Municipal do Porto, "Banho de Diana", Galeria Nacional de Parma, "A Pintura", Museu Nacional de Arte Antiga), cenas históricas, como "Fuga de Margarida de Anjou", cópias de artistas renomados, gravuras e também álbuns com desenhos e cenas das suas viagens.
| Imagem | Título                                                 | Data              | Retrata                           | Coleção                                             | Descrito em |
| ------ | ------------------------------------------------------ | ----------------- | --------------------------------- | --------------------------------------------------- | ----------- |
|        | Retrato do Padre Guilherme Archer                      | 1788              |                                   | Museu Nacional de Arte Antiga                       |             |
|        | Narciso na Fonte                                       | 1797              | Narciso mirror image              | Museu Nacional de Arte Antiga                       |             |
|        | Júpiter e Leda                                         | 1798              | Leda Cisne                        | Museu Nacional de Arte Antiga                       |             |
|        | Nossa Senhora da Conceição                             | 1799              | Virgem Maria Imaculada Conceição  | Casa do Despacho da Ordem Terceira de São Francisco |             |
|        | Rainha Santa Isabel                                    | 1799              | Isabel de Aragão                  | Casa do Despacho da Ordem Terceira de São Francisco |             |
|        | São Luís, Rei de França                                | 1799              | Luís IX de França                 | Casa do Despacho da Ordem Terceira de São Francisco |             |
|        | Últimos Momentos de Santa Margarida de Cartona         | 1799              | Santa Margarida de Cortona        | Casa do Despacho da Ordem Terceira de São Francisco |             |
|        | Alegoria da Pintura (Vieira Portuense)                 | 1800 18th century | Vieira Portuense                  | Palácio Nacional de Queluz                          |             |
|        | Lamentação sobre Cristo Morto                          | 1800              | Lamentação de Cristo Jesus        | Museu Nacional de Arte Antiga                       |             |
|        | Retrato de Homem                                       | 1800              | homem                             | Museu Nacional de Arte Antiga                       |             |
|        | Retrato de Karl II, Grão-Duque de Mecklenburg-Strelitz | 1800              | Carlos II de Mecklenburg-Strelitz |                                                     |             |
|        | Cabeça de Golias                                       | 18th century      | Golias                            | Fundação Dionísio Pinheiro e Alice Cardoso Pinheiro |             |
|        | Cena de Os Lusíadas                                    | 18th century      | Os Lusíadas                       | Museu Nacional de Arte Antiga                       |             |
|        | D. Filipa de Vilhena armando os Filhos Cavaleiros      | 1801              | Filipa de Vilhena                 | No/unknown value                                    |             |
|        | Súplica de Inês de Castro                              | 1802              |                                   | Culturgest – Fundação Caixa Geral de Depósitos      |             |
|        | Súplica de Inês de Castro                              | 1802              |                                   |                                                     |             |
|        | Caridade                                               | 19th century      |                                   | No/unknown value                                    |             |

∑ 17 items.